# Torneo de Montpellier 2023
El Open Sud de France 2023 fue un evento de tenis profesional de la categoría ATP 250 que se jugó en pistas duras. Se trató de la 36.a edición del torneo que formó parte del ATP Tour 2023. Se disputó en Montpellier, Francia del 6 al 12 de febrero de 2023 en el Sud de France Arena.

## Distribución de puntos
| Modalidad            | Campeón | Finalista | Semifinales | Cuartos de final | 2ª ronda | 1ª ronda | Clasificados | 2ª ronda de clasificación | 1ª ronda de clasificación |
| Individual masculino | 250     | 165       | 100         | 50               | 25       | 0        | 13           | 7                         | 0                         |
| Dobles masculino     | 250     | 150       | 90          | 45               | 20       | 0        | -            | -                         | -                         |

## Cabezas de serie

### Individuales masculino
| Tenista              | Ranking | Preclasificado |
| Holger Rune          | 9       | 1              |
| Jannik Sinner        | 17      | 2              |
| Borna Ćorić          | 23      | 3              |
| Roberto Bautista     | 24      | 4              |
| Alejandro Davidovich | 32      | 5              |
| Aleksandr Búblik     | 36      | 6              |
| Emil Ruusuvuori      | 43      | 7              |
| Benjamin Bonzi       | 45      | 8              |

- Ranking del 30 de enero de 2023.[2]

### Dobles masculino
| Tenistas                                 | Ranking | Preclasificado |
| Kevin Krawietz Tim Puetz                 | 46      | 1              |
| Santiago González Édouard Roger-Vasselin | 53      | 2              |
| Andreas Mies John Peers                  | 59      | 3              |
| Robin Haase Matwé Middelkoop             | 60      | 4              |

## Campeones

### Individual masculino
Jannik Sinner venció a  Maxime Cressy por 7-6(7-3), 6-3

### Dobles masculino
Robin Haase /  Matwé Middelkoop vencieron a  Maxime Cressy /  Albano Olivetti por 7-6(7-4), 4-6, [10-6]